# عمارت دادگستری شهرستان الیس
عمارت دادگستری شهرستان اِلیس (به انگلیسی: Ellis County Courthouse) عمارتی تاریخی در شهر واکساهاچی از شهرستان الیس، تگزاس است.
این بنا در سال ۱۸۹۶ ساخته گردید و معمار آن گروه جیمز رایلی گوردن بود.